# Municipio de Sherman (condado de Grant)
El municipio de Sherman (en inglés: Sherman Township) es un municipio ubicado en el condado de Grant en el estado estadounidense de Kansas. En el año 2010 tenía una población de 465 habitantes y una densidad poblacional de 0,83 personas por km².

## Geografía
El municipio de Sherman se encuentra ubicado en las coordenadas 37°40′15″N 101°17′58″O / 37.67083, -101.29944. Según la Oficina del Censo de los Estados Unidos, el municipio tiene una superficie total de 558.62 km², de la cual 558,54 km² corresponden a tierra firme y (0,01 %) 0,07 km² es agua.

## Demografía
Según el censo de 2010, había 465 personas residiendo en el municipio de Sherman. La densidad de población era de 0,83 hab./km². De los 465 habitantes, el municipio de Sherman estaba compuesto por el 95,05 % blancos, el 0,65 % eran amerindios, el 3,66 % eran de otras razas y el 0,65 % eran de una mezcla de razas. Del total de la población el 8,17 % eran hispanos o latinos de cualquier raza.